# Дворец культуры (Качканар)
Дворе́ц культу́ры (также в разное время — ДК горняков, ДК Качканарского ГОКа) — культурно-досуговое учреждение в Качканаре, расположенное по адресу по адресу улица Свердлова, 20.

## История
Дворец культуры строился для обеспечения досуга работников Качканарского ГОКа. Здание было построено к 1986 году, спустя почти 30 лет после запуска комбината. Под руководством первого секретаря Качканарского горкома партии Д. И. Гикалова было принято решение о расширении улицы Магистральная, рядом с которой располагался Дворец культуры. Из-за особенностей рельефа здание оказалось в низине, что придавало ему мрачный вид. Были произведены объёмные работы по выемке грунта, а вдоль улицы установлена подпорная стенка длиной около 200 метров, выполненная из железобетонных плит, что позволило расположить здание Дворца культуры на одно уровне с улицей и сформировать просторную площадь.
25 июня 1968 года состоялось торжественное открытие Дворца культуры Качканарского ГОКа. В новом зале звучала «Травиата» Джузеппе Верди в исполнении артистов Свердловского театра оперы и балета. Помимо основного зала на 800 человек, в здании находился малый зал на 200 человек и библиотека. С момента открытия помещения Дворца культуры также использовались для проведения городских мероприятий. Так, 1 ноября 1968 года во Дворце состоялась первая сессия Качканарского городского Совета депутатов трудящихся. В 1969 году во Дворце артисты Свердловского театра во время гастролей давали оперы «Русалка», «Демон», «Искатели жемчуга» и балеты «Спящая красавица», «Щелкунчик», «Пер Гюнт». В первые годы работы Дворца культуры он стал площадкой для проведения практически всех массовых городских мероприятий. Под руководством Юрия Савельева был организован цирковой кружок. Во Дворце также временно располагались спортивные секции, не нашедшие себе постоянных помещений. В 1970-х годах в помещениях Дворца культуры проводили тренировки качканарские шахматисты.
Новое учреждение находилось на балансе комбината. В 1969 году на обеспечение работы и оснащение Дворца культуры необходимым оборудованием было выделено 101,4 тыс. рублей, а в 1970 году — 167 тыс. рублей
В 2013 году в честь 50-летия комбината на площади перед Дворцом культуры был установлен фонтан «Портал будущего» по проекту скульптора А. Л. Южаковой.
С 2015 года в южной части Дворца культуры располагается историко-краеведческий музей.
На площади у Дворца культуры проводятся празднования Дня города, накануне Нового года устанавливается новогодняя ёлка и строится ледовый городок. С северо-западной стороны здания находится танцевальная площадка, именуемая у местных жителей «сковородкой».

## Творческие коллективы
На базе Дворца культуры функционируют 20 коллективов художественной самодеятельности. Ансамбль народного танца «Радость», духовой оркестр «Большие дети» и вокальная студия «Пепси +» носят звание «образцовых». Ансамбль русской песни «Горлица» и цирковой коллектив «Калейдоскоп» имеют звание «народных».
На площадках Дворца культуры проводятся фестиваль авторской песни «Капель», фестивали детского творчества «Качканарские звёздочки» и «Браво», а также фестиваль трудящейся молодёжи «Шире круг». С 2007 года проводится фестиваль команд КВН предприятий горно-металлургического комплекса Свердловской области.

## Галерея

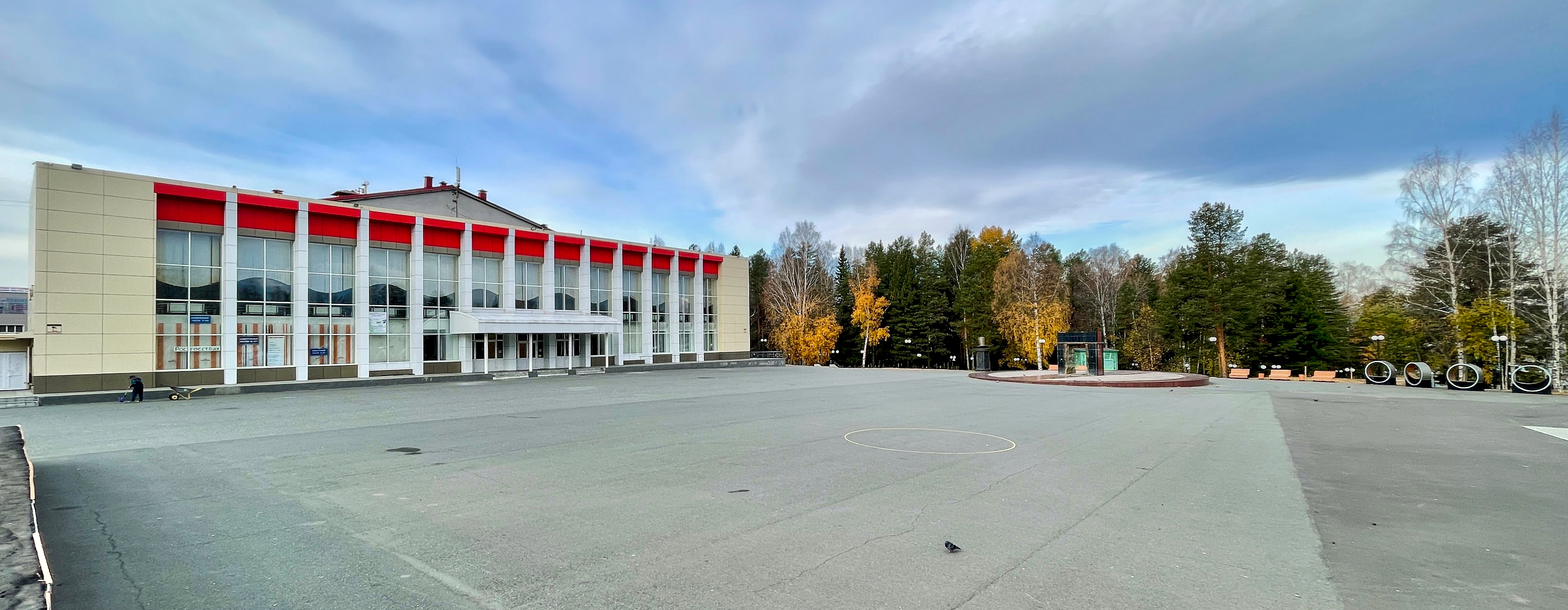
Вид на здание Дворца и площадь
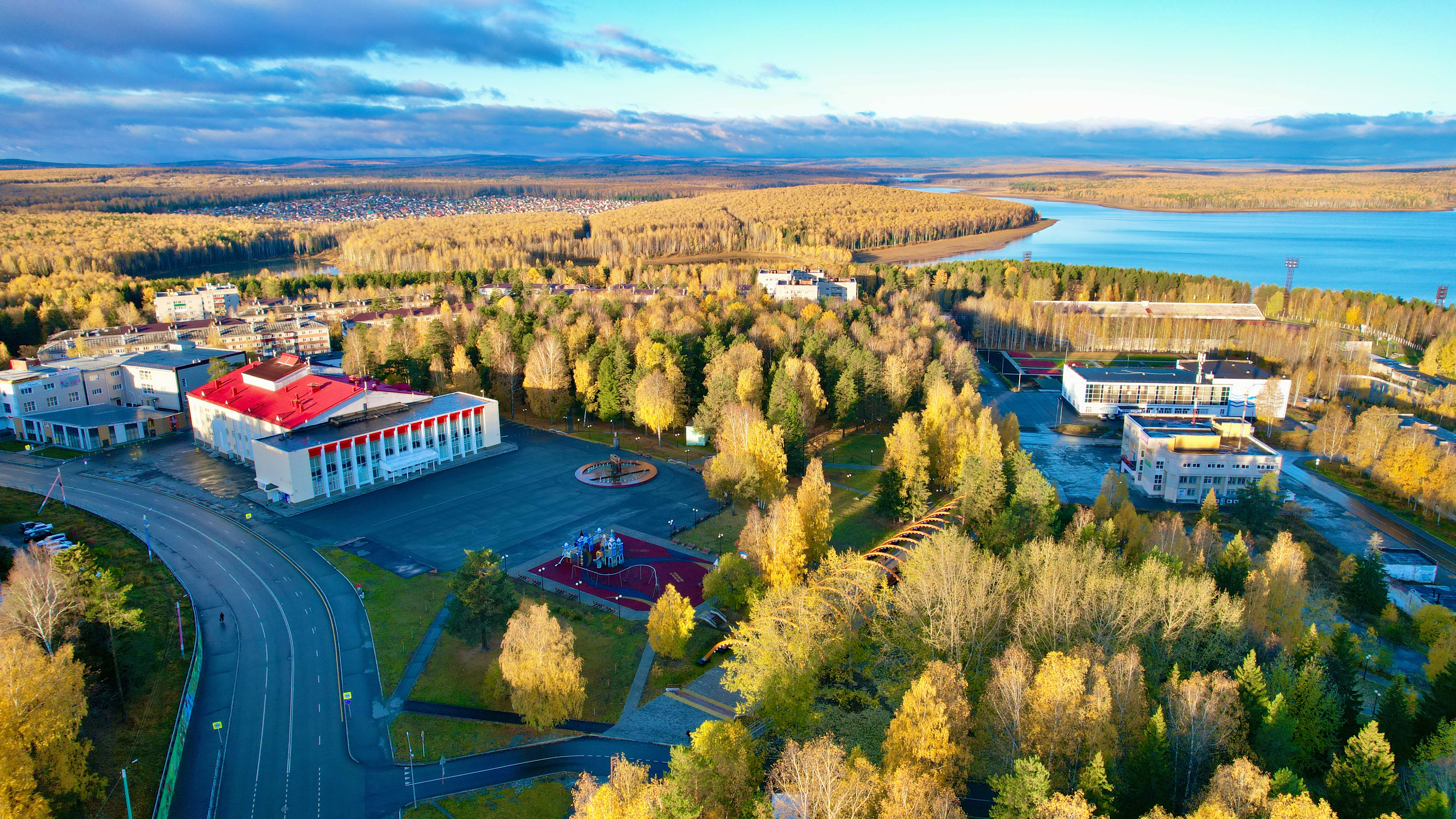
Вид с высоты
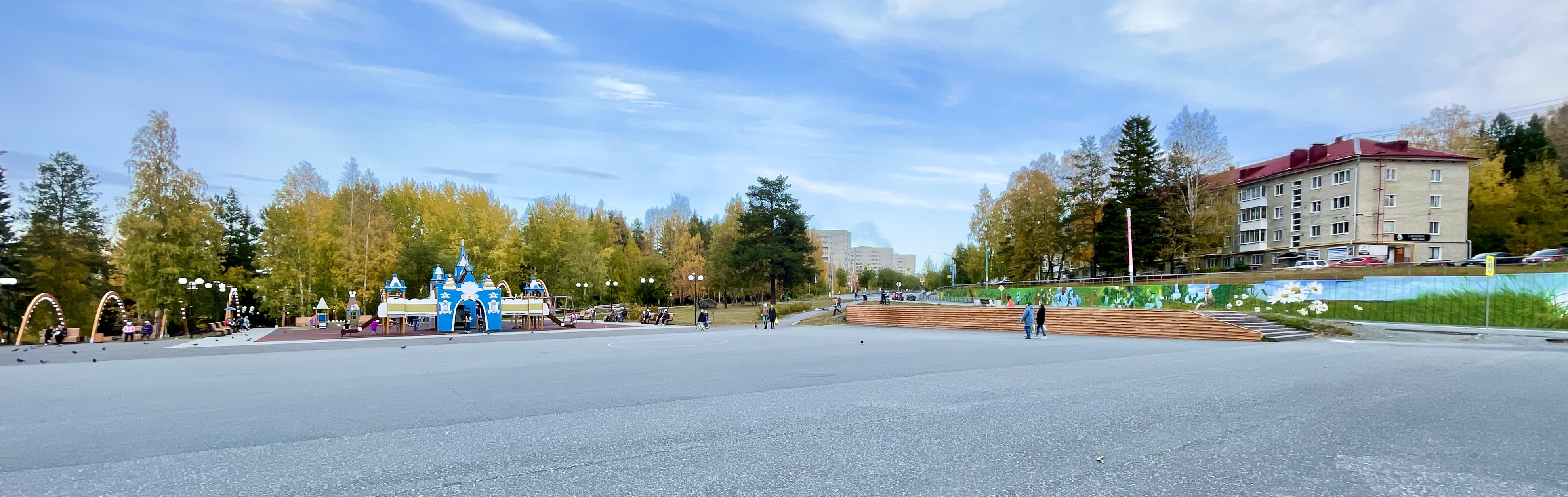
Площадь у Дворца культуры
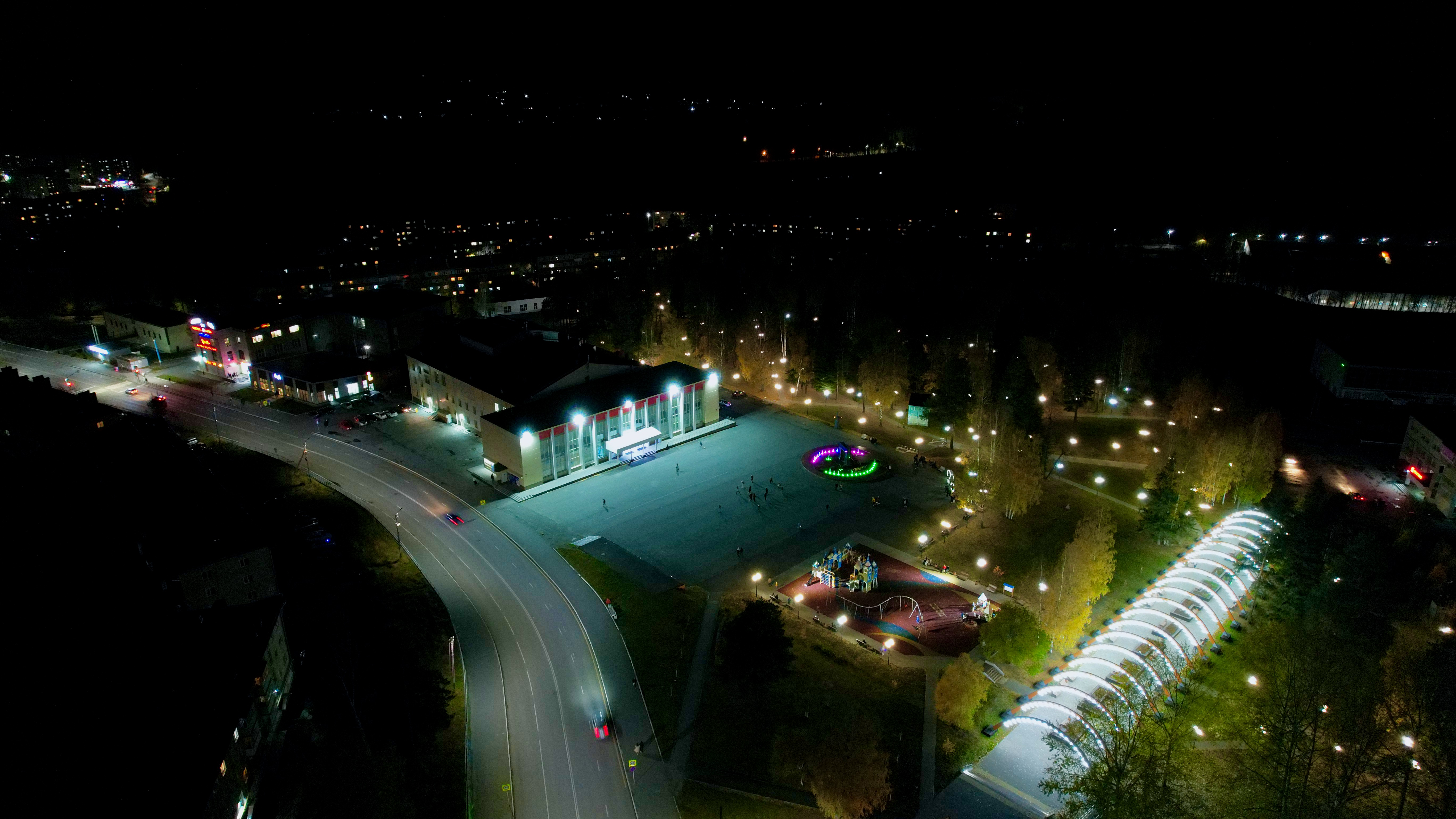
Ночной вид
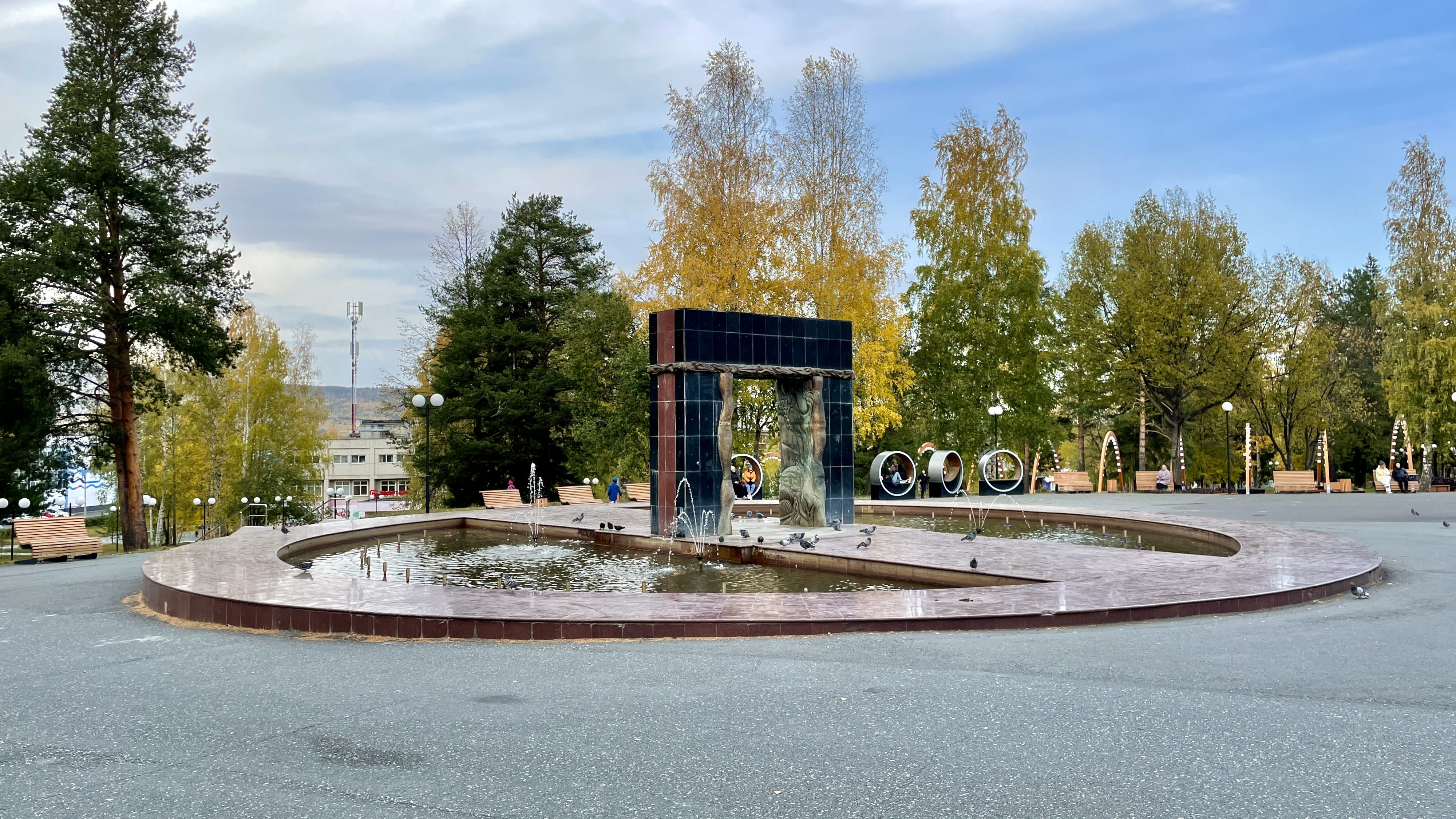
Фонтан «Портал будущего»
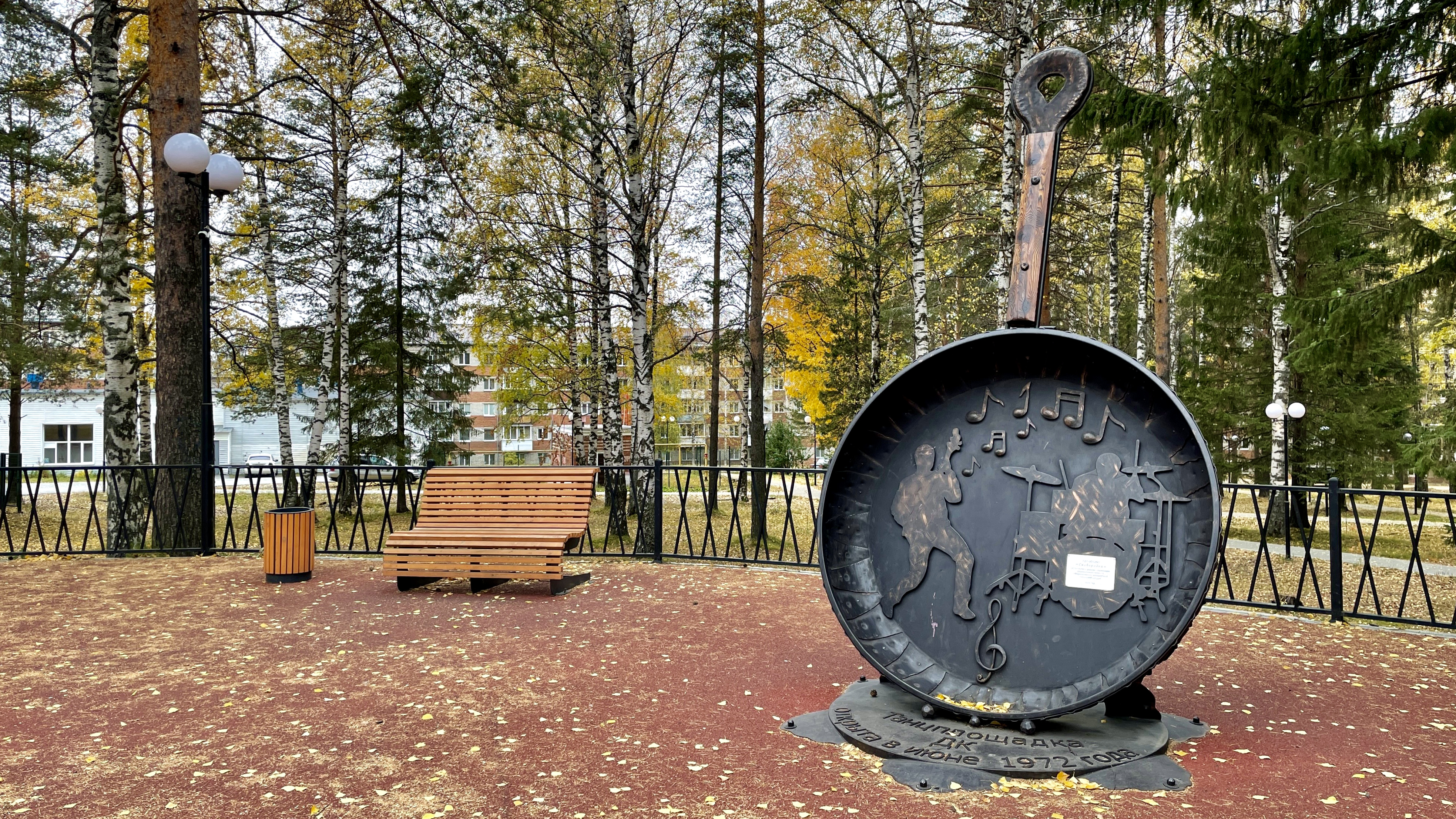
Стела «Сковородка»
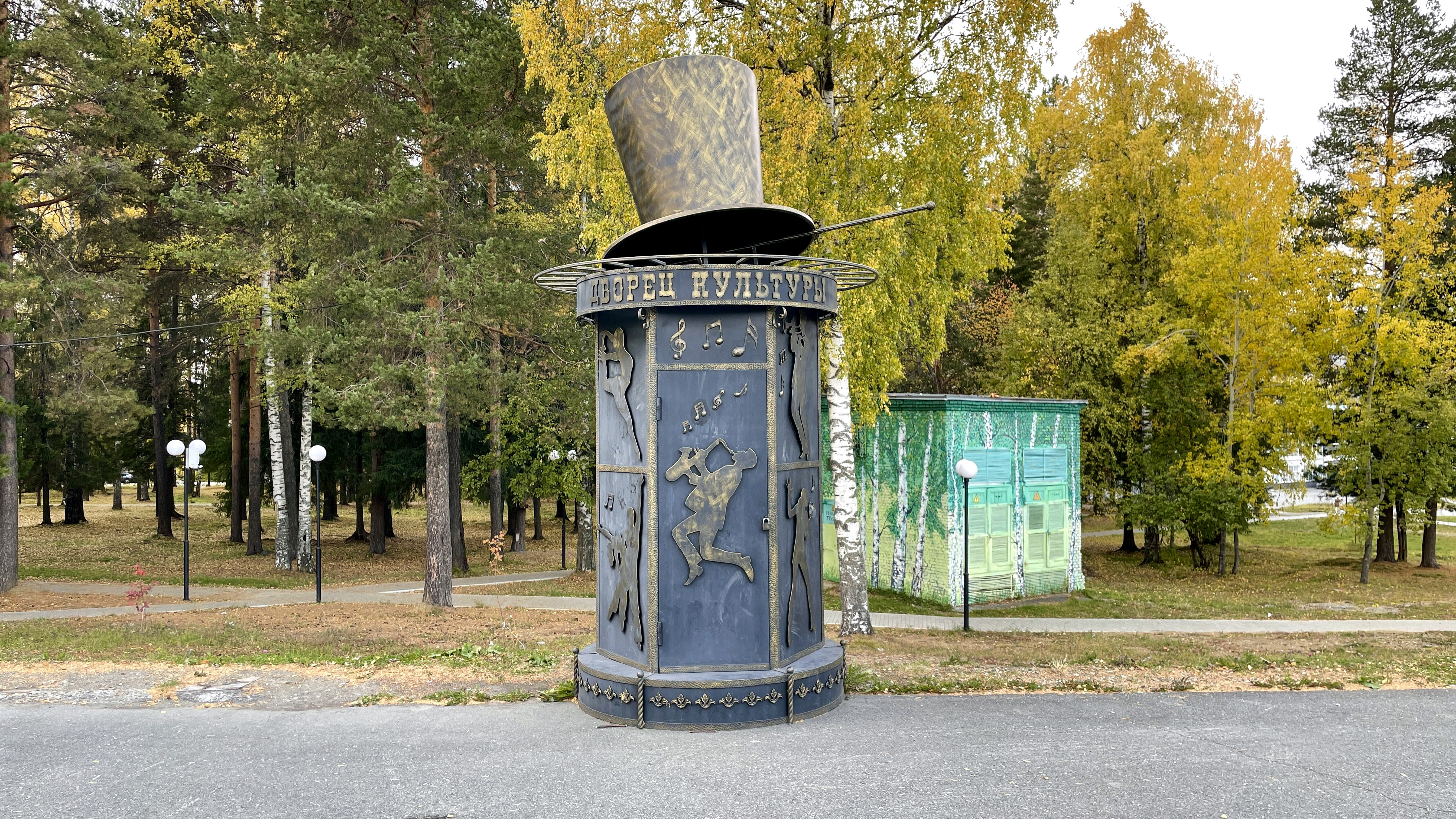
Стела «Афиша»
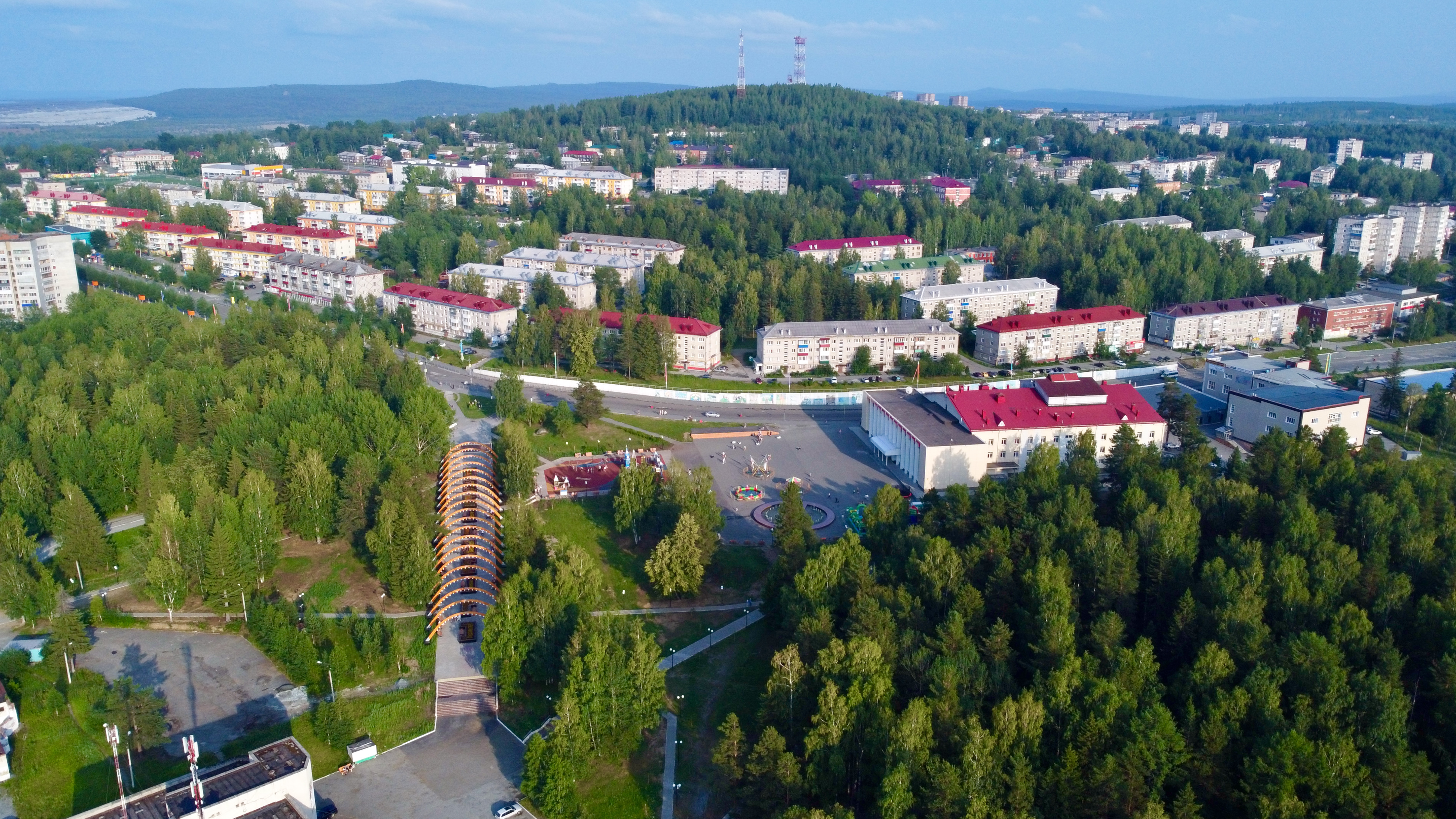
Вид с высоты (площадь и Дворец в центре)